# Culture de Hemudu

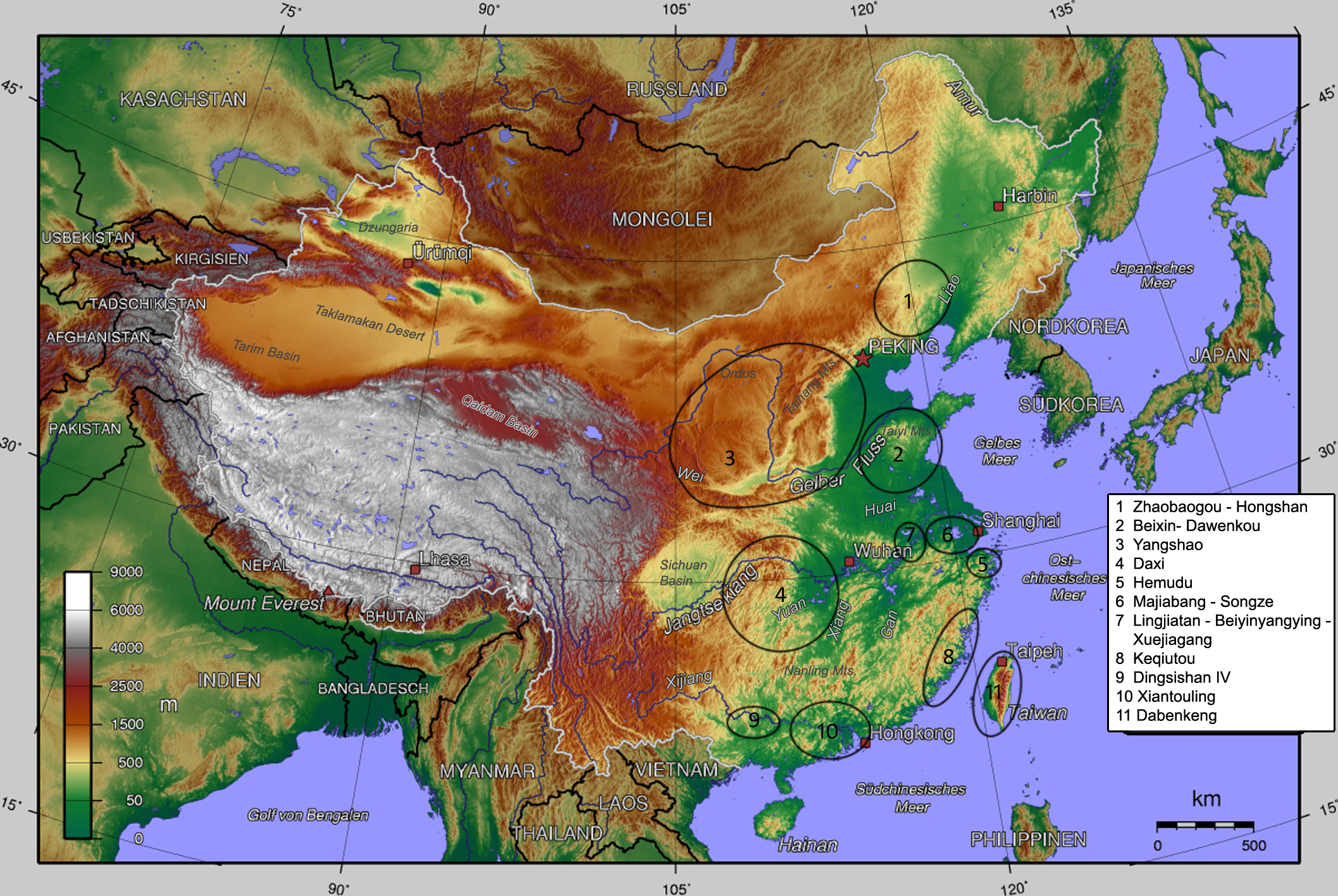
Cultures du néolithique moyen en Chine

La culture de Hemudu (en chinois : 河姆渡文化 hemudu wenhua) est une culture archéologique du Néolithique chinois, datée d'environ 5500 à 3300 av. J.-C., qui s'est développée non loin de l'embouchure du Yangzi. Elle côtoie les cultures de Majiabang (vers 5000 - 4000) et Songze (vers 4000 - 3300) dans la région du lac Tai, et les cultures de Beiyinyangying (vers 4000 - 3300) et Xuejiagang (vers ? - 3300) situées plus à l'ouest. La culture de Hemudu est plus précisément située au sud de la baie de Hangzhou, dans le Jiangnan, près de la ville actuelle de Yuyao, au Zhejiang. Le site de Hemudu a été découvert en 1973. 

## Historique
Cette culture est ainsi nommée d'après le site de Hemudu, découvert en 1973 à 22 km au nord-ouest de Ningbo, au sud de la baie de Hangzhou. Il a été fouillé intensément jusqu’en 1978. Si des progrès notables avaient été faits dans les années 1950 et 60 pour la reconstitution du passé archéologique du Zhejiang ceci ne concernait que le Nord de Hangzhou, avec les sites de Majiabang (zh), Laoheshan, Qianshanyang, Qiucheng et Shuitianfan. Les premières découvertes concernant Hemudu ont eu lieu à l'Ouest de la préfecture de Ningbo, dans des petits villages du comté de Yuyao . Le site de Hemudu s'est révélé être le plus riche en informations sur cette culture, dans tous les domaines. L'habitat lacustre sur pilotis a surpris, en raison de son extrême différence avec l'habitat terrestre de la Chine du Nord, qui semblait, dans la Plaine centrale, l'origine et le centre de la culture chinoise. Le site de Tianluoshan a été découvert seulement en 2001.

## Situation
La culture de Hemudu est la plus célèbre des cultures du Néolithique moyen dans la région du bas Yangzi. Le site de Hemudu (de 5500 à 3300) se trouve dans la plaine de Ningshao, au nord des monts Siming. C'est une région de collines basses et de plaines, et elles drainent les eaux qui viennent grossir le Yaojiang. D'autres sites de cette culture ont été aussi découverts sur les îles de Zhoushan.

## Paléo-environnement
C'est sous un climat bien plus chaud qu'aujourd'hui, subtropical humide, semblable à celui du Guangdong actuel, que les populations de Hemudu trouvaient autour d'elles une faune abondante et diversifiée, des monts couverts de forêts de feuillus et d'épineux. Le site du village de Hemudu se trouvait à 10 kilomètres de la côte. Et le niveau de la mer était de 4 m inférieur à l'actuel. La pêche pouvait apporter des poissons de mer et toutes les ressources de la mer. Mais dans les environs se rencontraient aussi des mares, des marais et des lacs à la faune et à la flore spécifiques. 

## Chronologie
Les premières cultures néolithiques dans la région ont été précédées par les cultures associées Xiaohuangshan (v. 7000 - 6000) - Kuahuqiao (v. 6000 - 5000), avec de premières céramiques et des traces de riz, parmi de nombreuses autres sources de subsistance. Ces deux cultures appartiennent aux débuts du processus de néolithisation en Chine.
La culture de Hemudu a été divisée en 4 périodes : Période I (v. 5050 - 4550), Période II (v. 4550 - 4050), Période III (v. 4050 - 3550), Période IV (v. 3550 - 3350) . La Période I a livré d'importantes quantités d'objets en os, en bois de cerf et en ivoire, avec de nombreux objets de bois et de pierre, ainsi que des céramiques variées. L'os est ce qui est le plus utilisé et travaillé de manière sommaire. On trouve divers ornements corporels en fluorite et en « pseudo-jade ». La céramique est souvent noire avec des inclusions de charbon, mais on en trouve aussi avec des inclusions de sable. Les parois sont d'épaisseur inégale, et la cuisson ne dépasse guère les 800°. Les décors restent simples : par impression, incision, ou autre. Les maisons sur pilotis portent souvent la marque de la maîtrise de l'assemblage par tenon et mortaise.
Il y a moins d'objets de pierre, os, bois et de céramique aux Périodes II et III. La céramique est plus généralement grise et souvent montée au colombin avec une texture assez rude. Si la cuisson est plus élevée en température, les modes de décoration restent les mêmes. La technique du percement de la pierre est bien maîtrisée.
La Période IV a livré le matériel le moins abondant. Il n'y a plus trace de réalisation en bois. Les uniques objets sont de pierre et de céramique. La plupart des ornements sont de fluorite et de pyrophyllite. Les outils de pierre habituellement entièrement polies, ont des formes élaborées et ciselées. La céramique rouge et grise d'une pâte grossière est la moins commune. La céramique était habituellement cuite à assez haute température, fine et solide. Bien que montées à la main, certaines d'entre elles portent la trace de l'utilisation d'un tour lent. Mais il faut remarquer que certaines ont été réalisées avec un tour rapide et elles ont des formes assez standardisées. Le pied, les supports deviennent le lieu de décorations et le tripode se rencontre plus souvent. Le plus ancien objet laqué au monde (en 2012), un bol, y a été découvert.

## Sites Hemudu

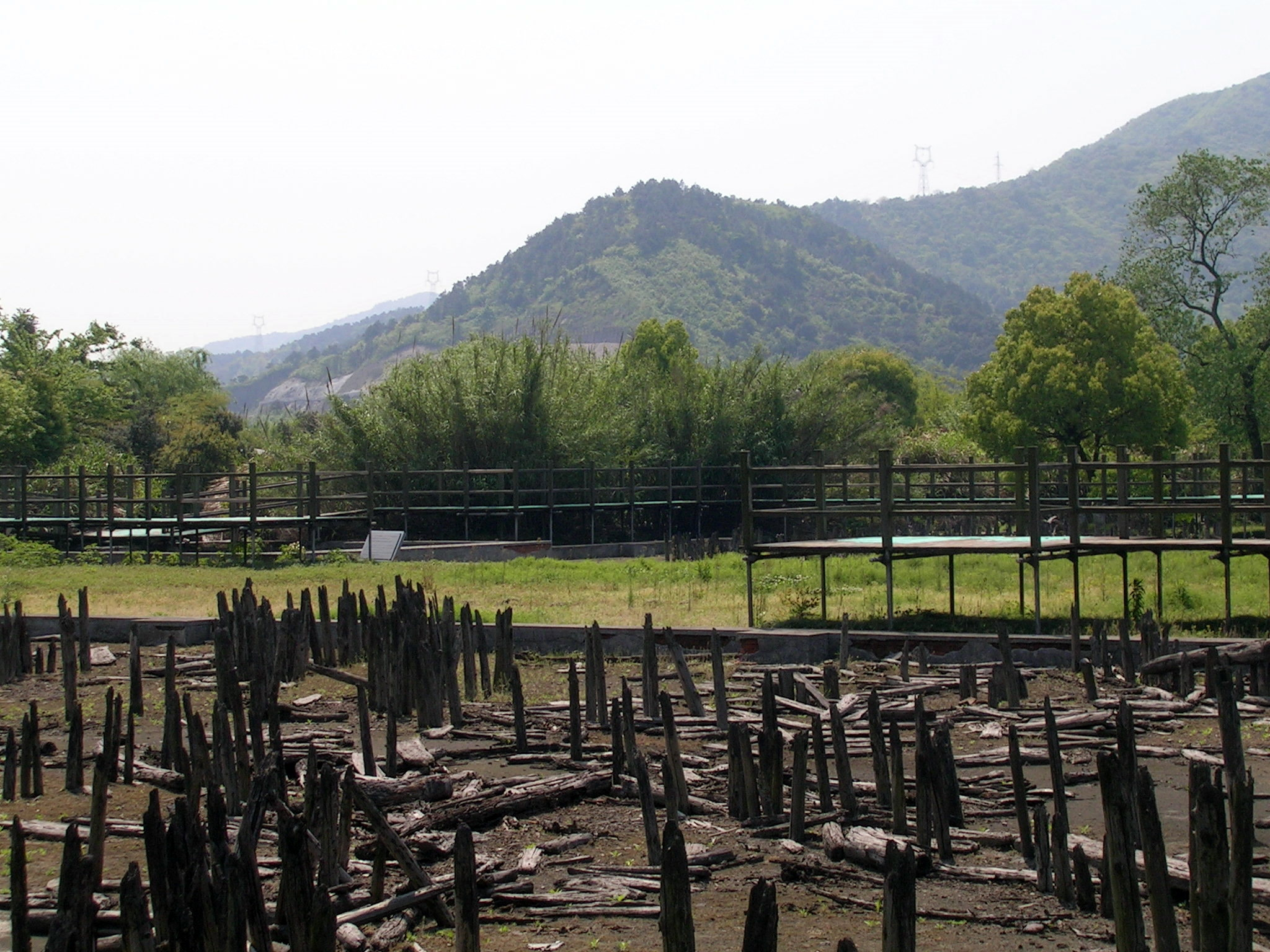
Reproduction du site archéologique de Hemudu, dans le paysage du véritable site.

Les sites répertoriés en 2012 étaient les sites de Hemudu, Zishan, Cihu, Tianluoshan et Fujiashan, à proximité de la mer de Chine orientale.
Situés sur des zones côtières, en particulier le long du fleuve Yaojiang, deux grands sites lacustres Hemudu ont été dégagés, offrant plusieurs mètres de dépôts accumulés. Ces dépôts sont riches en pilotis qui ont servi de fondations à un habitat lacustre construit en partie par assemblages avec tenons et mortaises. Mais l'abondance du dépôt nous renseigne aussi sur la faune, la flore et les restes de l'activité humaine. La population qui y vivait est caractérisée par des traits à la fois mongoloïdes et australoïdes, ce qui reflète probablement un peuplement ancien en cours de changement,.

## Culture du riz
La culture du riz s'y est établie sur une longue durée. En 2012 les tout premiers champs de riz (du monde) restent ceux découverts à Tianluoshan (5000 - 4500), un site voisin du site de Hemudu, toujours à Yuyao. Et des vestiges de l’utilisation de riz cultivé ont été découverts à Pengtoushan (v. 6000) au Hunan. Il faut noter que le riz sauvage a été consommé depuis une époque bien plus ancienne, au tout début du processus de néolithisation. Dans un contexte qui reste celui du Paléolithique supérieur récent, on a découvert quelques traces de riz associées aux plus anciens restes d’une céramique dans la grotte de Yuchanyan (16100 - 14500).
Le processus de mise en culture du riz sauvage a été très long, le désherbage étant la première étape au cours d'une période chaude et humide. Pour ce qui est des cultures précédant celle de Hemudu, on peut avancer que les premières cultures se faisaient par drainage. Elles ont été suivies par des champs irrigués au Zhejiang vers 4000 av. J.-C. sur le site de Kuahuqiao (v. 6000 - 5500), dans le delta, avec des canaux d'irrigation et des puits, et sur le site de Tianluoshan (5000 - 3000), avec des rizières datées v. 4500 : du  riz cultivé et en cours de domestication ou, plus probablement ici, déjà domestiqué. 
Mais bien que cette culture du riz ait été pratiquée à Hemudu elle n’a pas été la source principale de nourriture. La culture du riz a été réalisée sur brulis et avec une terre travaillée à la bêche (ou à la houe) : de grands os plats aménagés et liés à un manche court ce qui leur aurait permis de cultiver le riz en champs inondés. Cependant les habitants de Hemudu se sont alimentés en grande partie avec des produits de la nature, non domestiqués, qu'ils trouvaient en abondance sur place. Des légumes et des fruits : glands,  châtaignes d'eau, jujube sauvage, qian shi (les graines mûres de la plante annuelle Euryale ferox ou nénuphar épineux), et l’herbe à chapelets... Quant aux animaux chassés ils proviennent des rives elles-mêmes: oiseaux, poissons, coquillages et tortues, certains provenant de toute évidence de la pêche en mer. Enfin plusieurs espères de daims étaient chassées, mais on élevait aussi chiens et porcs. On a trouvé les restes d'un buffle d'eau (plus exactement Babulus mephistopheles)  mais il s'est avéré être d'une espèce non encore domestiquée. Ce régime alimentaire était aussi celui des habitants contemporains du moyen Yangzi : connus sous la dénomination de culture de Daxi.

## Artisanat
L'artisanat était bien développé, comme en témoignent les jades trouvés sur divers sites . On a même retrouvé des restes (à vrai dire en mauvais état) témoignant de la première pratique de la laque colorée sur bois. Les céramiques étaient majoritairement noires ou grises : une espèce de terre cuite noire, faite de pâte molle contenant de la poudre de charbon pulvérisée ou durcie par la présence de ces composants ou de fibres. Durant la période Songze le tour à la roue lente, qui prévalait, a permis des formes bien plus contrôlées. Les terres rouges ou noires étant plus courantes que les grises et celles, rouges, à inclusions sablonneuses.
Ce devait être une société plutôt égalitaire, car de bien faibles différences se manifestent dans les dépôts funéraires. Mais l'emploi de dépôts funéraires en jade dans quelques tombes richement dotées laisse supposer l'émergence d'une élite.

## Le groupe «Majiabang-Songze»
Les cultures voisines sont celles de Majiabang (en) (v. 5000 - 4000) et Songze (en) (v. 4000 - 3300) dans la région du lac Tai, au nord, les cultures de Beiyinyangying (v. 4000 - 3300) et Xuejiagang (v. ? - 3300) dans la zone ouest de cette région. Ces cultures, qui sont sensiblement contemporaines, ont été précédées par la culture de Kuahukiao (6000 - 5000) à l'ouest de Hemudu .
Le site éponyme de la culture de Majiabang est situé dans le district de Jianxing, Zhejiang, au fond de la baie de Hangzhou et sur la rive Nord. Elle s'est étendue, entre 5000 et 4000, du Lac Tai, et vers le sud jusqu'au fleuve Qiantang et la zone de Changzhou. Les principales céréales cultivées étaient le riz sous les deux formes : le riz long et le riz rond non glutineux. Pêche et chasse assurant un complément alimentaire important.
La culture de Songze tient sa dénomination d'une région située dans la banlieue Ouest de Shanghai, dans le district de Qingpu. Elle s'est développée aux environs de 4000 - 3000. Cette culture s'est plutôt manifestée dans la région autour du lac Tai, Jiangsu. Mais de claires différences sociales sont apparues lors de fouilles récentes dans la culture de Songze, sur un site daté d'environ 3800 av. J.-C. Sur ce site le cimetière de l'Ouest, à la différence de celui de l'Est bien plus modeste mais avec 140 tombes, ne comptait plus ici que 9 grandes tombes, chacune comportant une trentaine d'objets funéraires.
La culture de Liangzhu (3300 - 2000) a fait suite à ces différentes cultures dans une région approximativement identique, autour du lac Tai.

## Objets de la culture de Hemudu

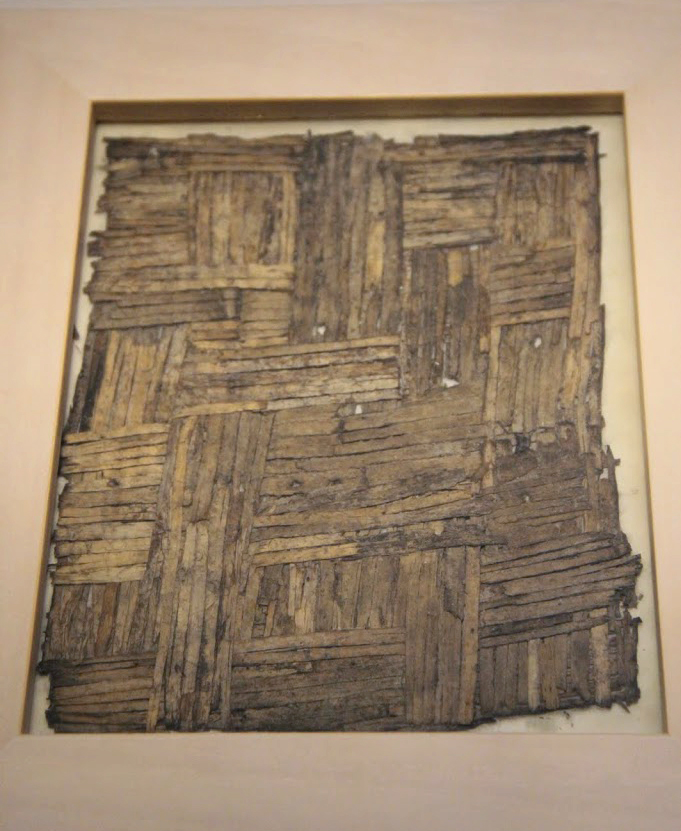
Natte tressée à la main. Culture de Hemudu. Découvert au Zhejiang en 1974. Musée National de Chine, Pékin
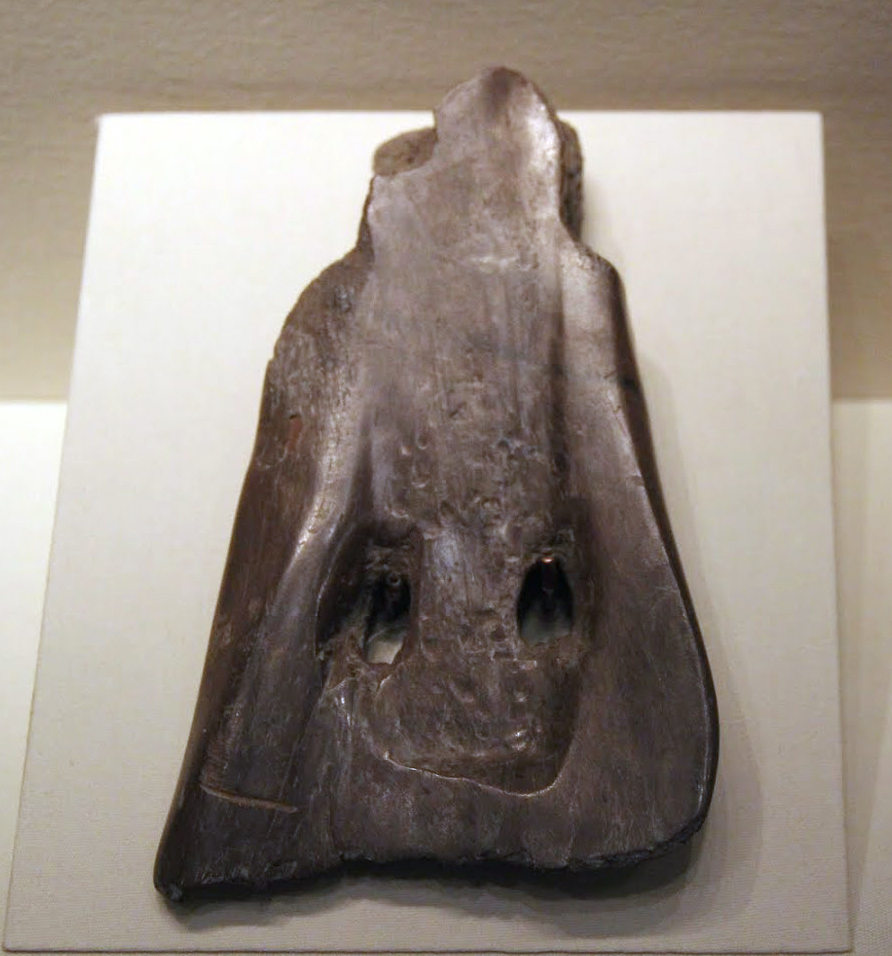
Omoplate aménagée en partie plate d'une bêche. Hemudu, Yuyao, Zhejiang, 1973. Musée National de Chine, Pékin
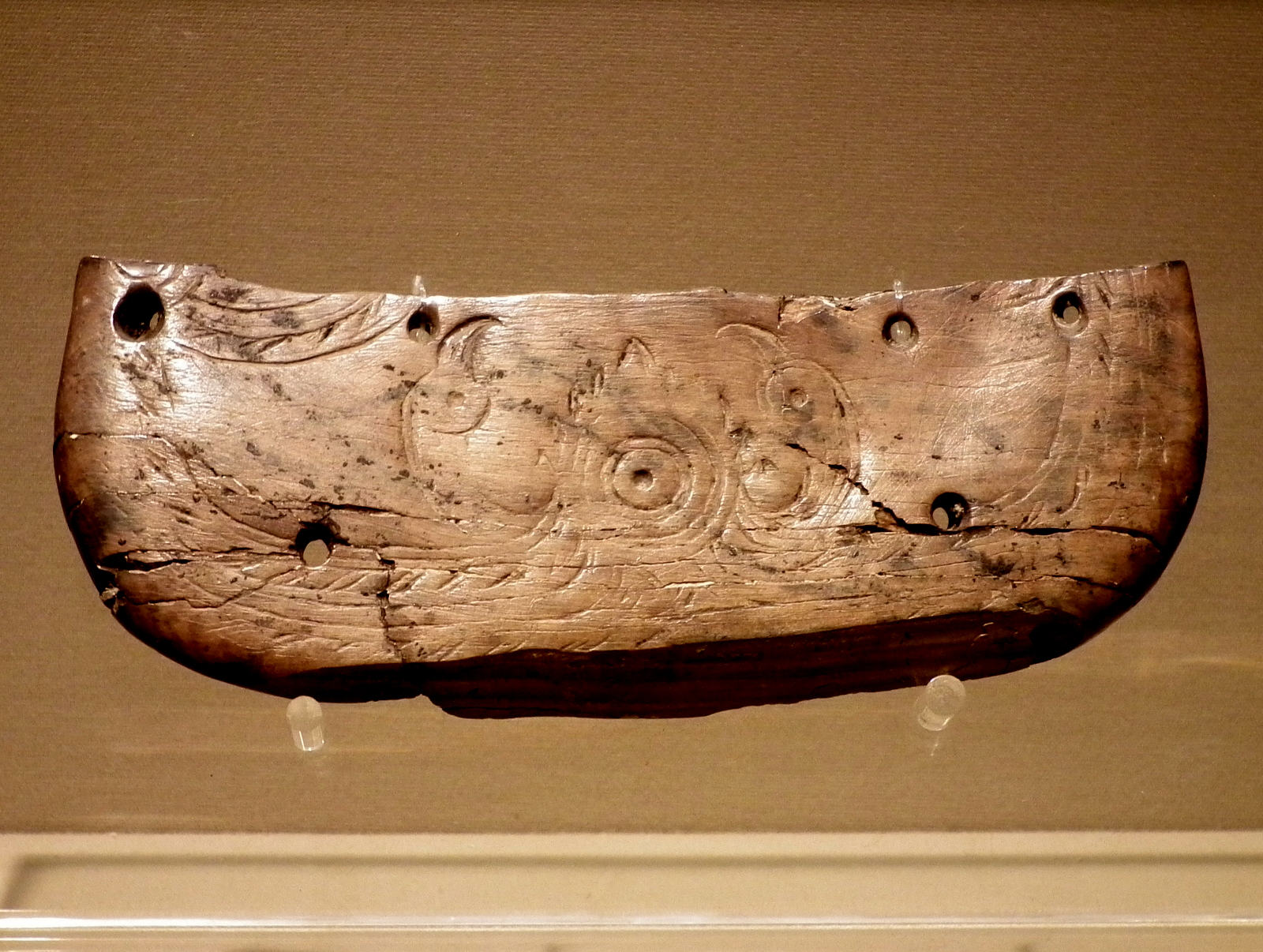
Élément de vaisselle en ivoire incisé de deux oiseaux affrontés, « face au soleil »[19]. Hemudu, Yuyao. Musée du Zhejiang
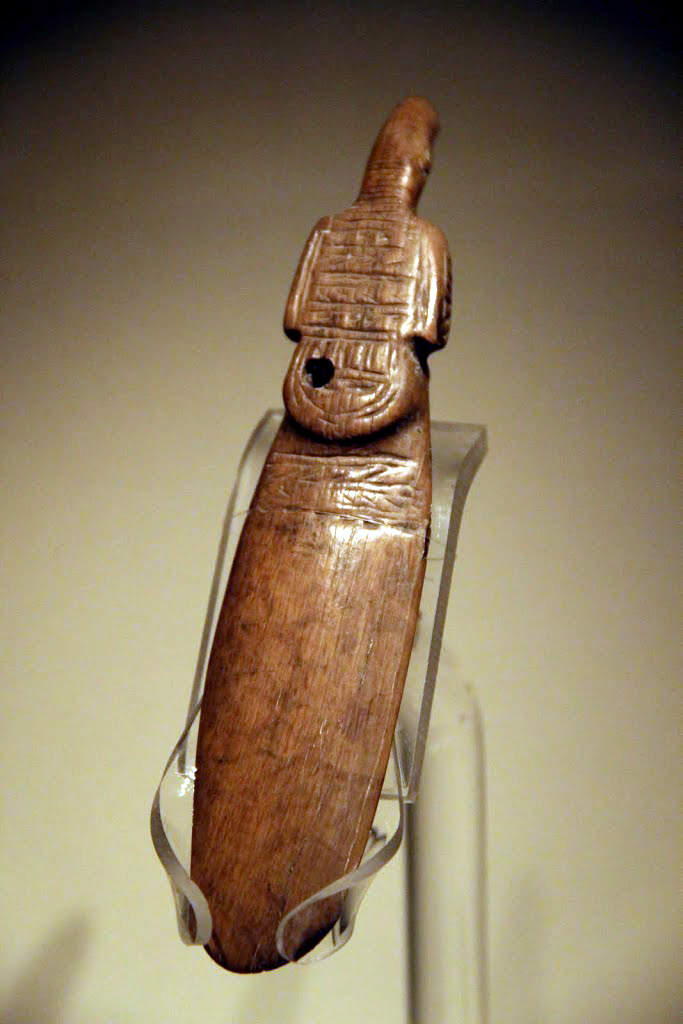
Ivoire, en forme de pagaie ornée d'éléments multiples dont une tête d'oiseau[N 7] Hemudu, Yuyao en 1977. Musée National de Chine
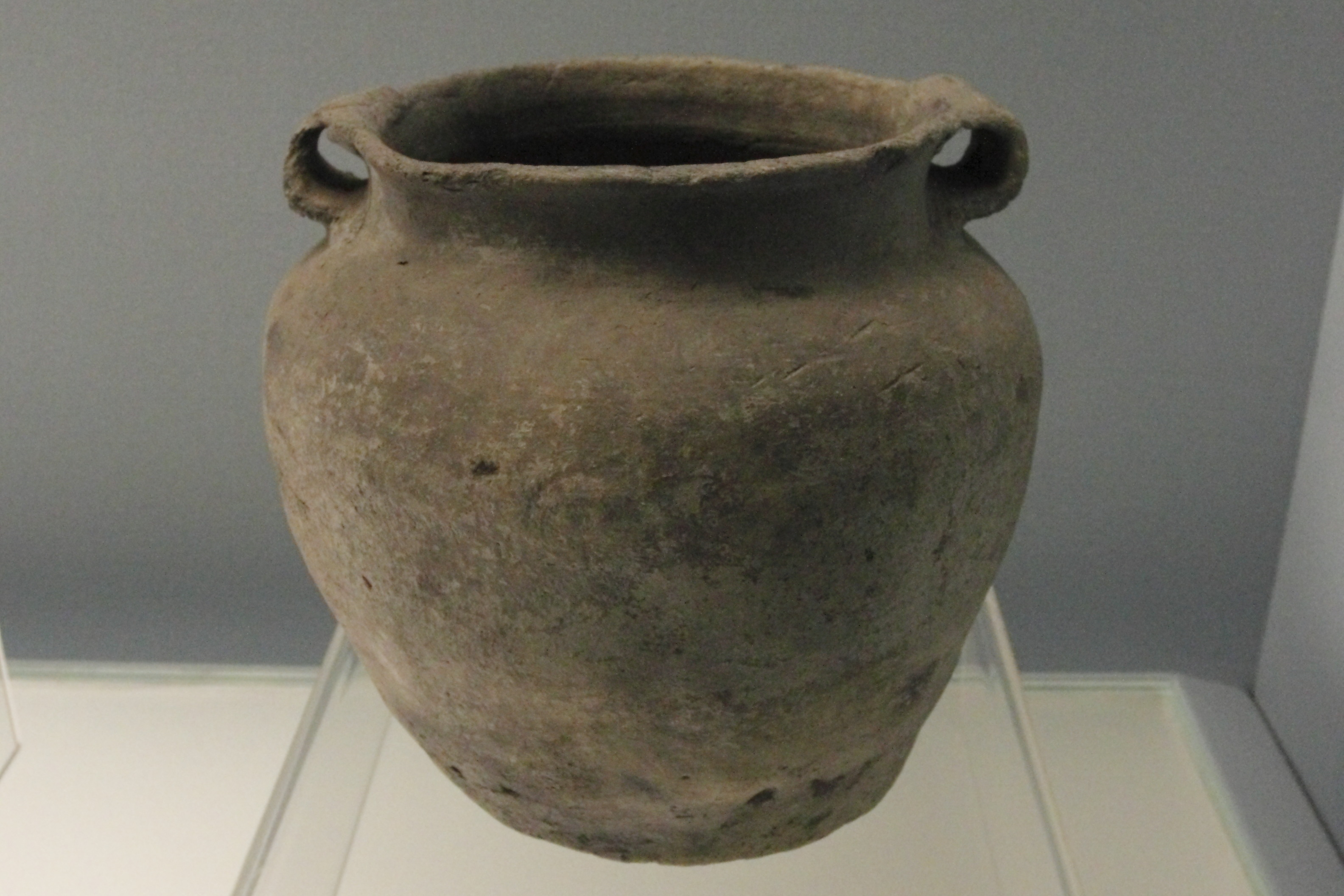
Jarre à deux anses. Terre cuite noircie par un bain de charbon pulvérisé. Hemudu, vers 4800. Musée de Shanghai.
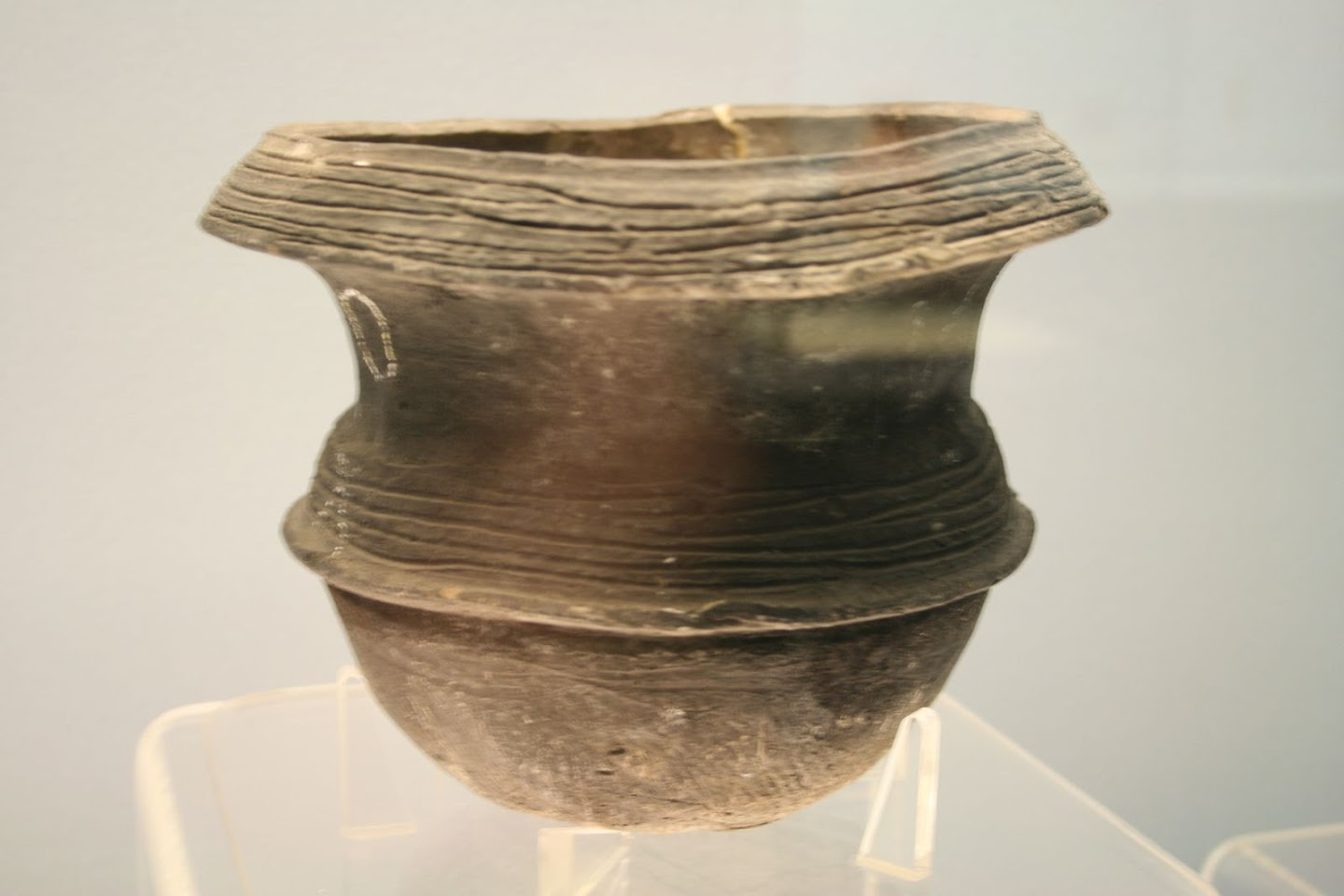
Chaudron de terre cuite noircie par un bain de charbon pulvérisé. Avec une large ouverture et un fond plat. Culture de Hemudu. Musée de Shanghai
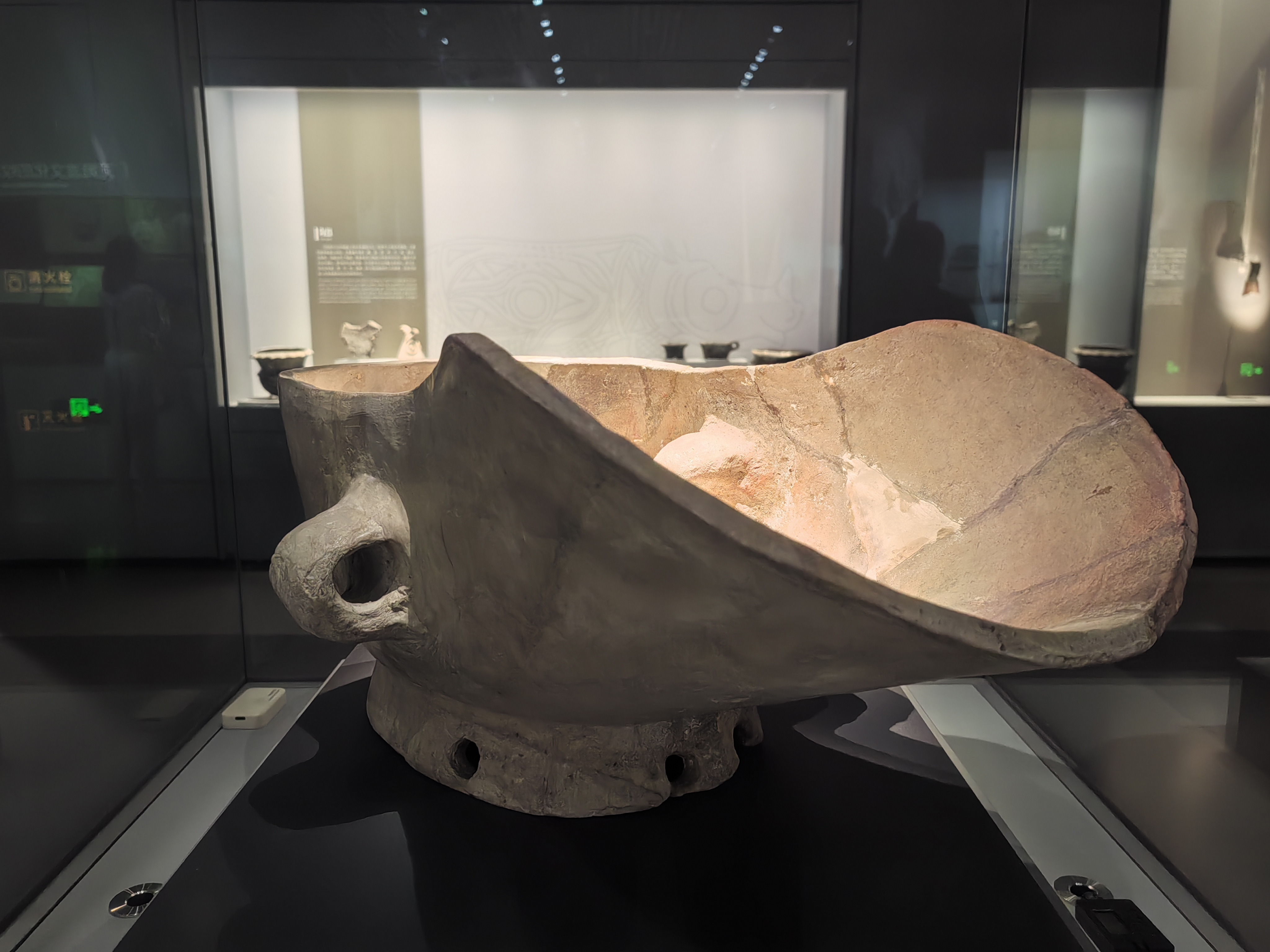
Réchaud en terre cuite et son chaudron. Hemudu. Musée du Zhejiang
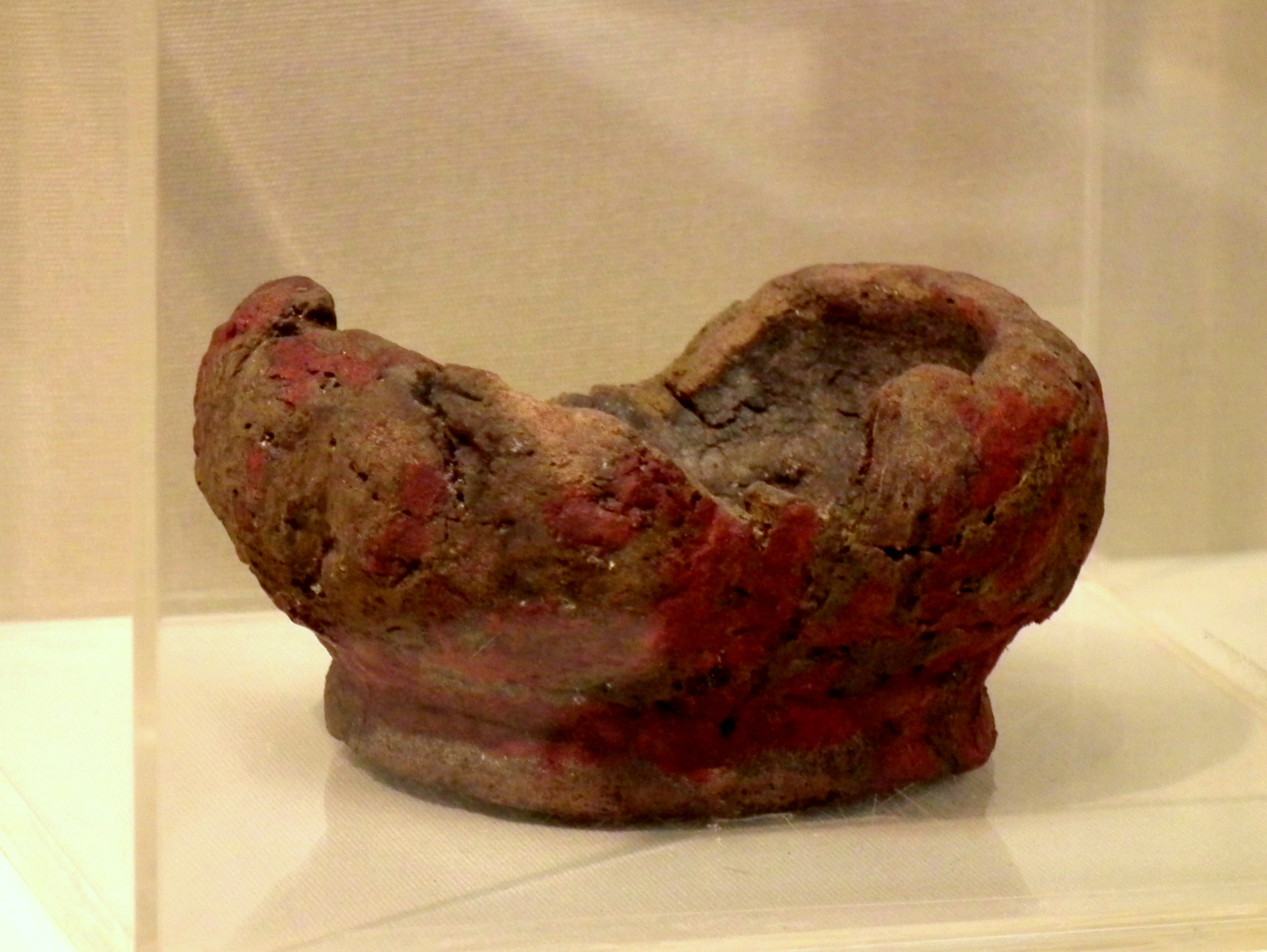
Bol laqué de rouge (actuellement -en 2012-  le plus ancien objet laqué). Musée du Zhejiang
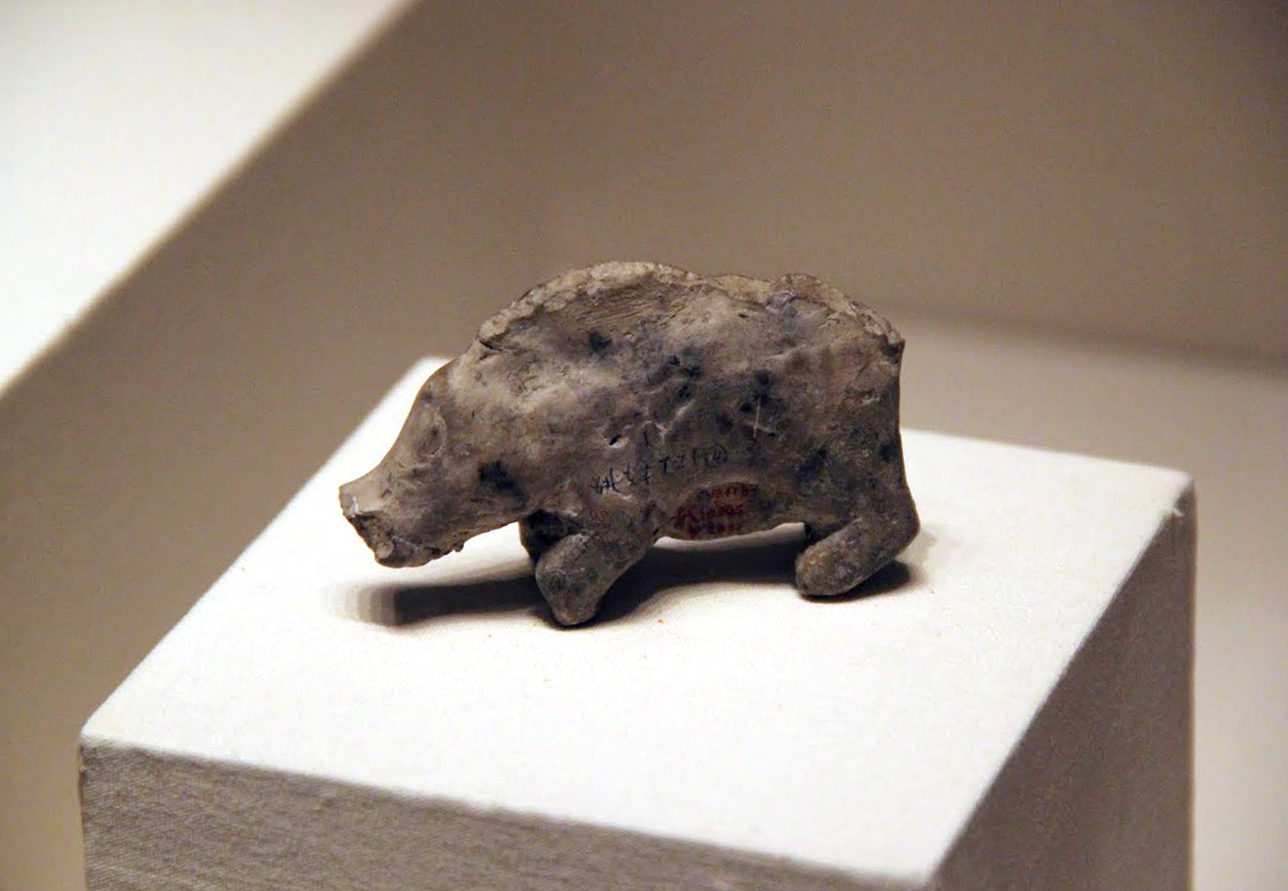
Statuette de terre cuite d'un petit cochon. Hemudu, découvert en 1974. Musée National de Chine
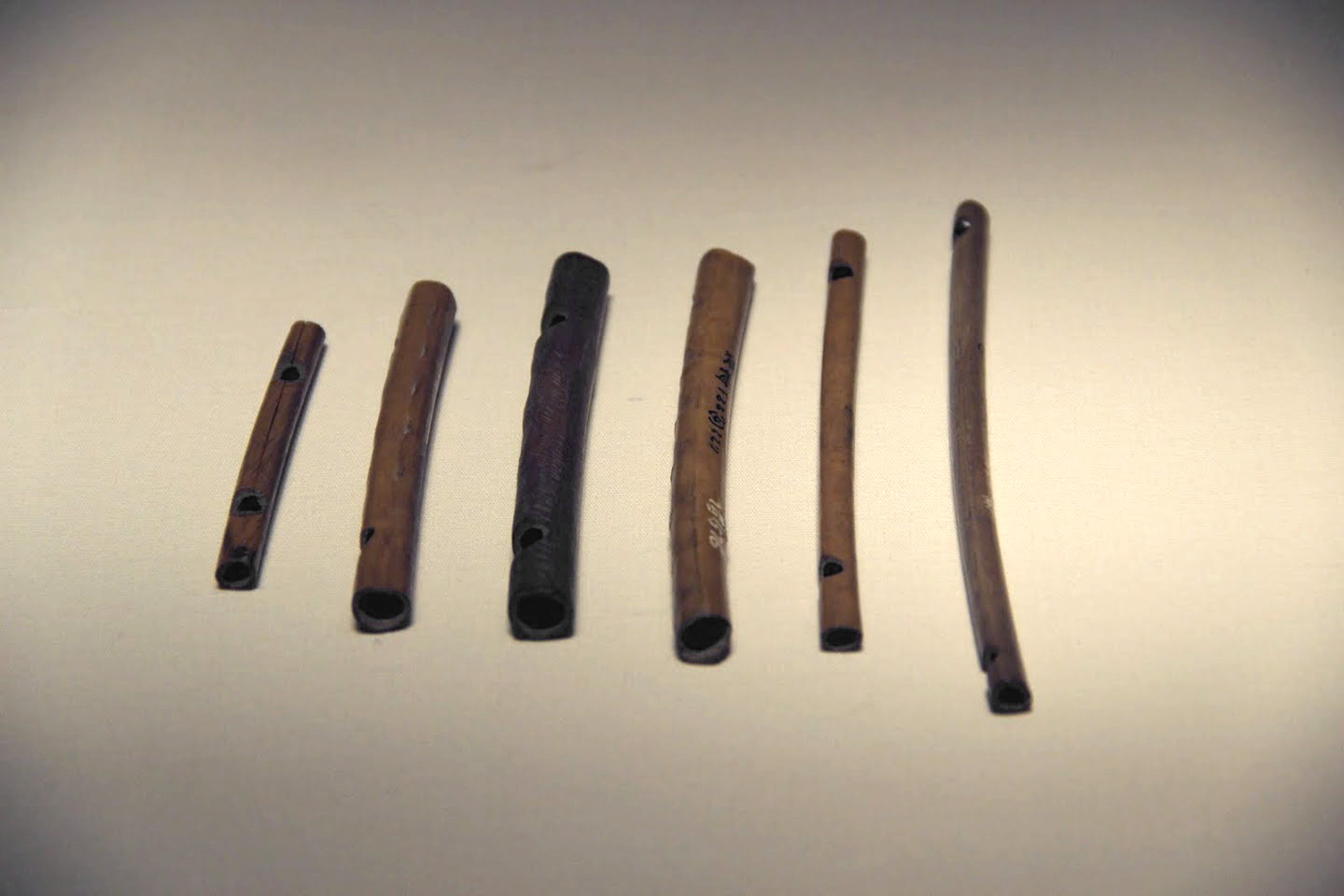
Sifflets en os. Hemudu, découverts en 1974. Musée National de Chine

## Objets des cultures voisines: Beiyinyangying, Majiabang et Songze

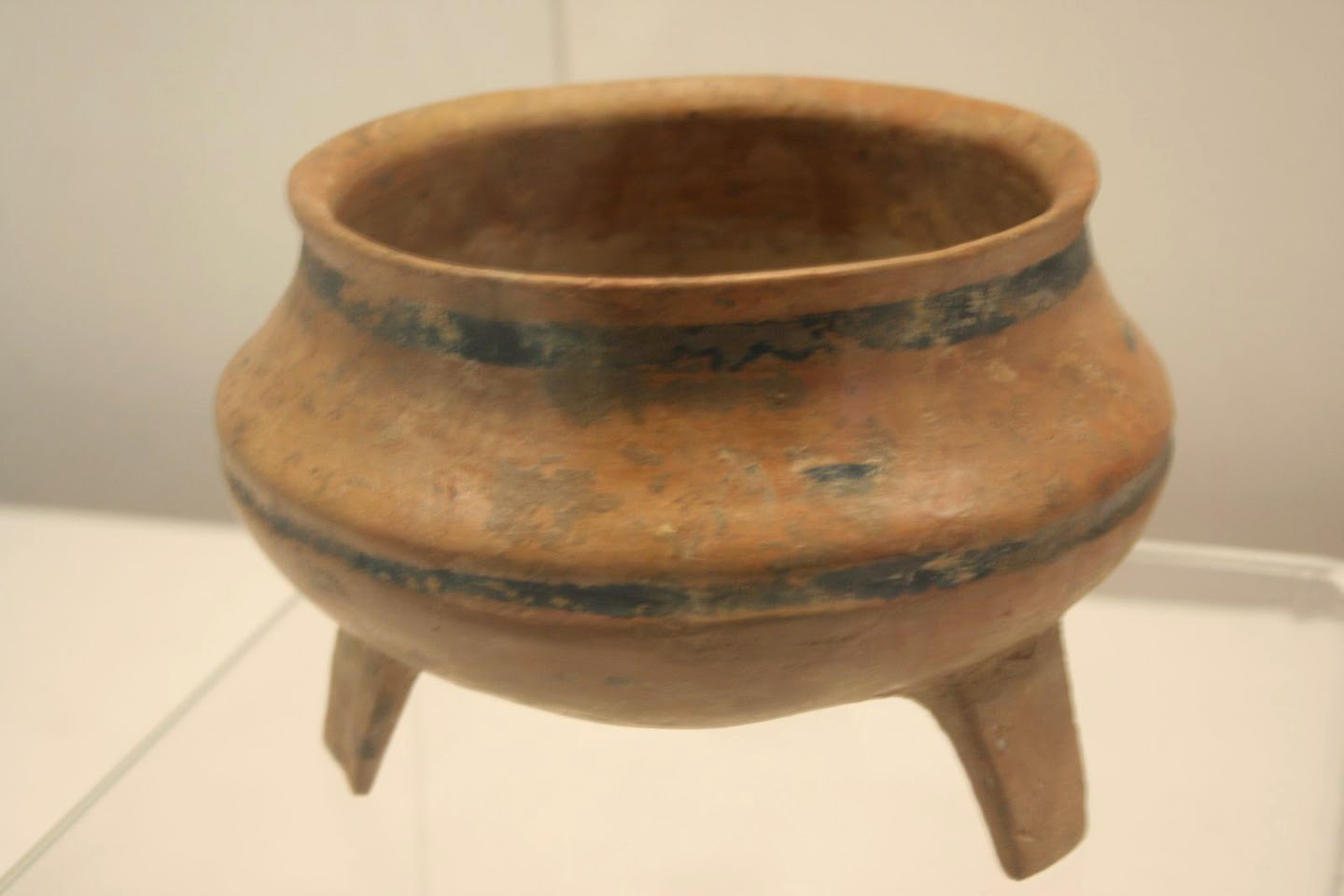
Tripode peint de la culture de Beiyinyangying, vers 5000. Musée de Nanjing, Jiangsu
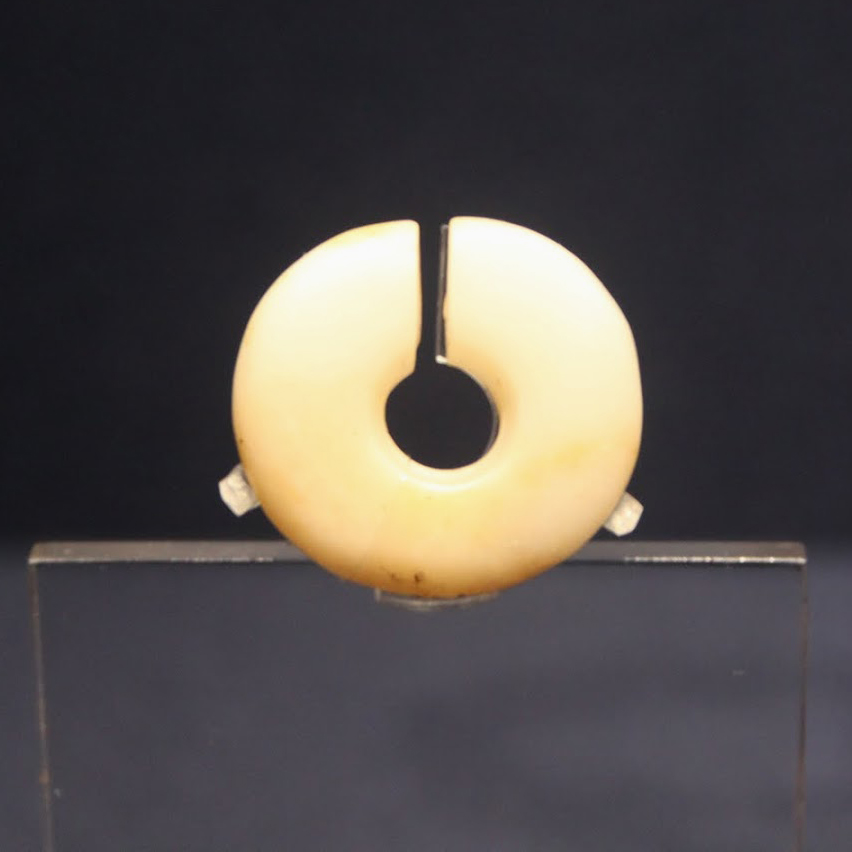
Anneau de jade fendu (de type jue). Culture de Majiabang (v. 5000-4000). Musée de Shanghai
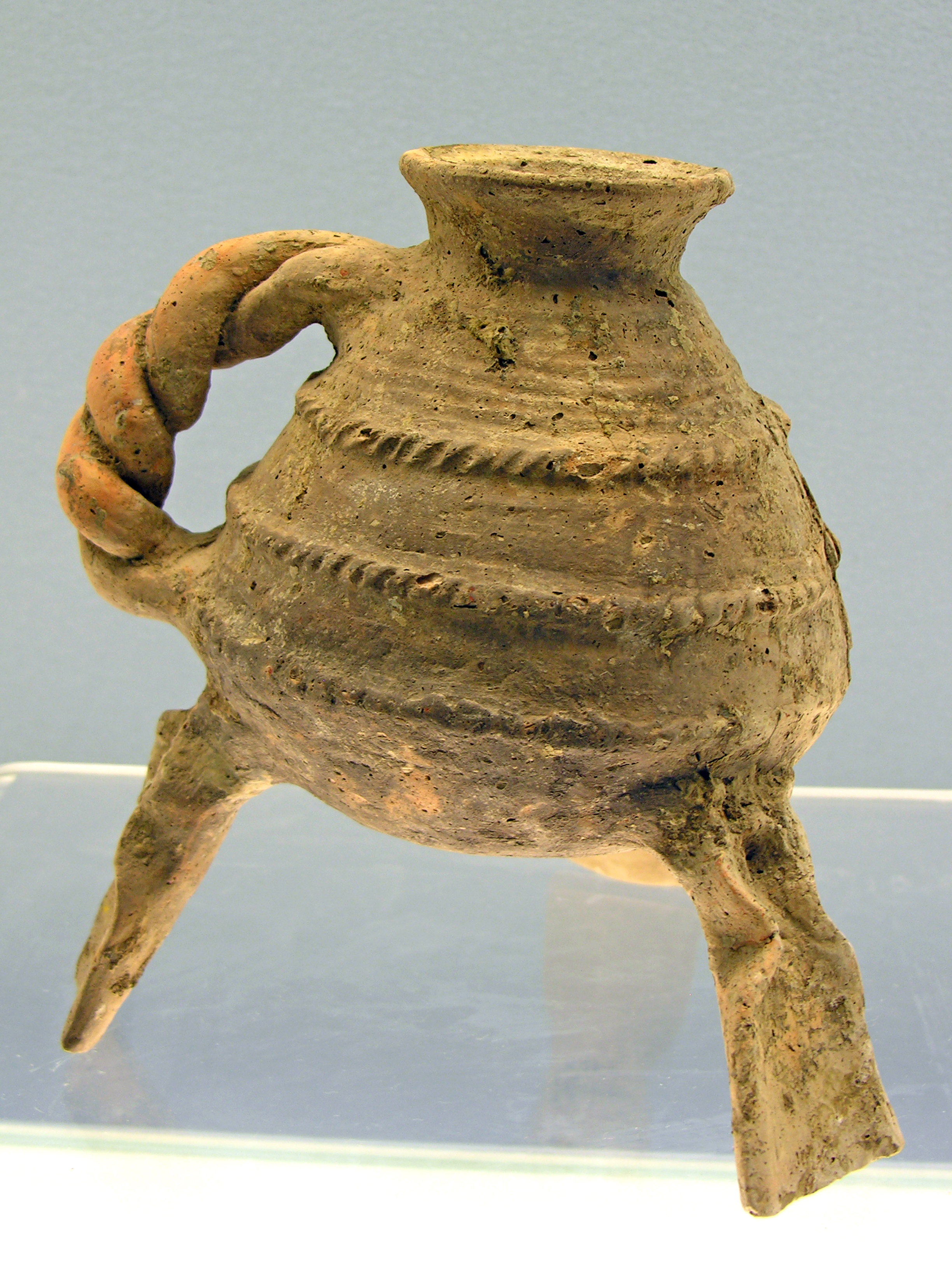
Pichet tripode. Terre cuite claire. Songze (v. 4000-3300). Musée de Shanghai
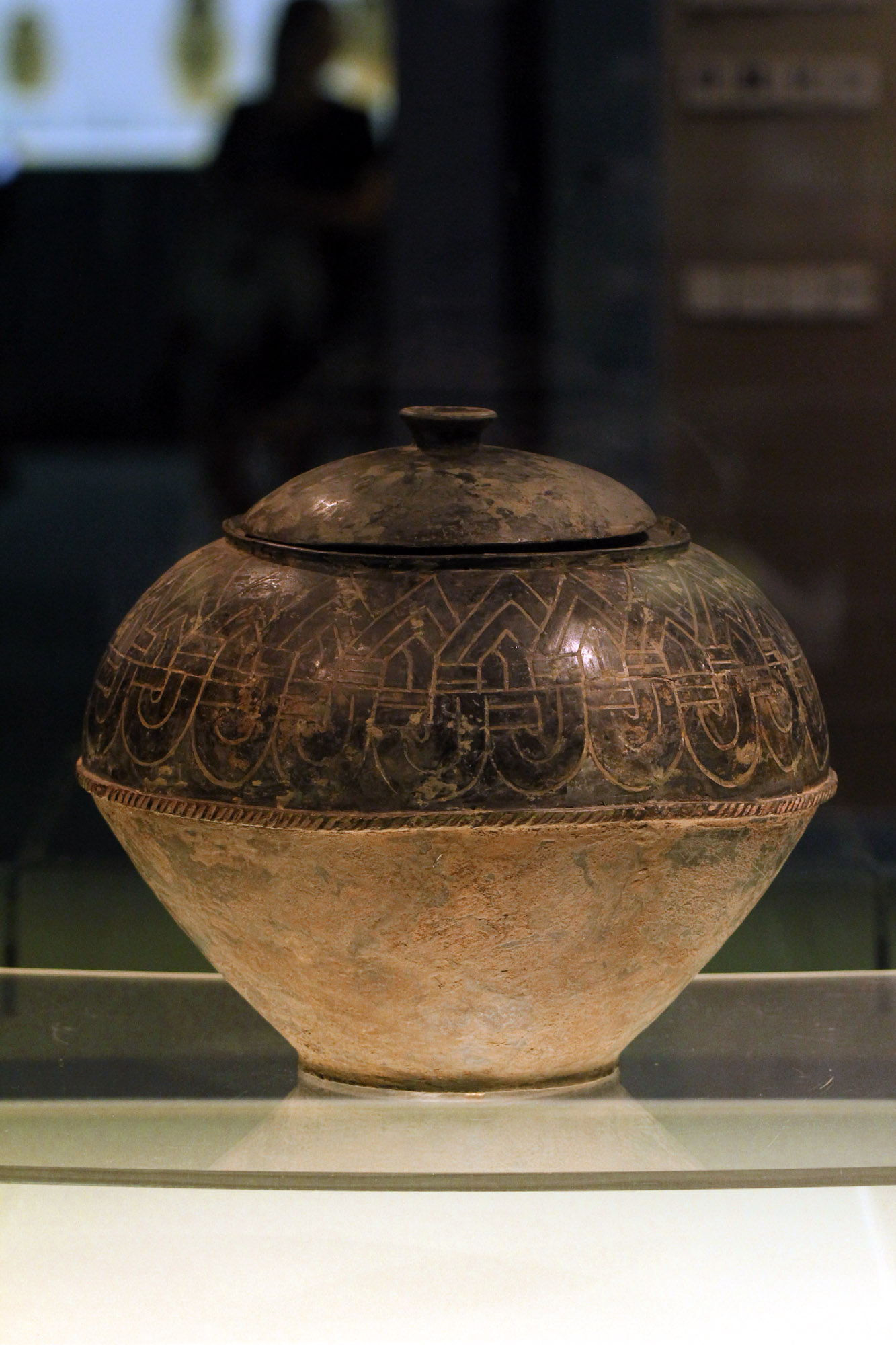
Jarre à couvercle, terre cuite noire à décor incisé de végétaux entrelacés. H. 26 cm. Culture de Songze (v. 4000-3300), district de Qingpu (Shanghai). Musée de Shanghai
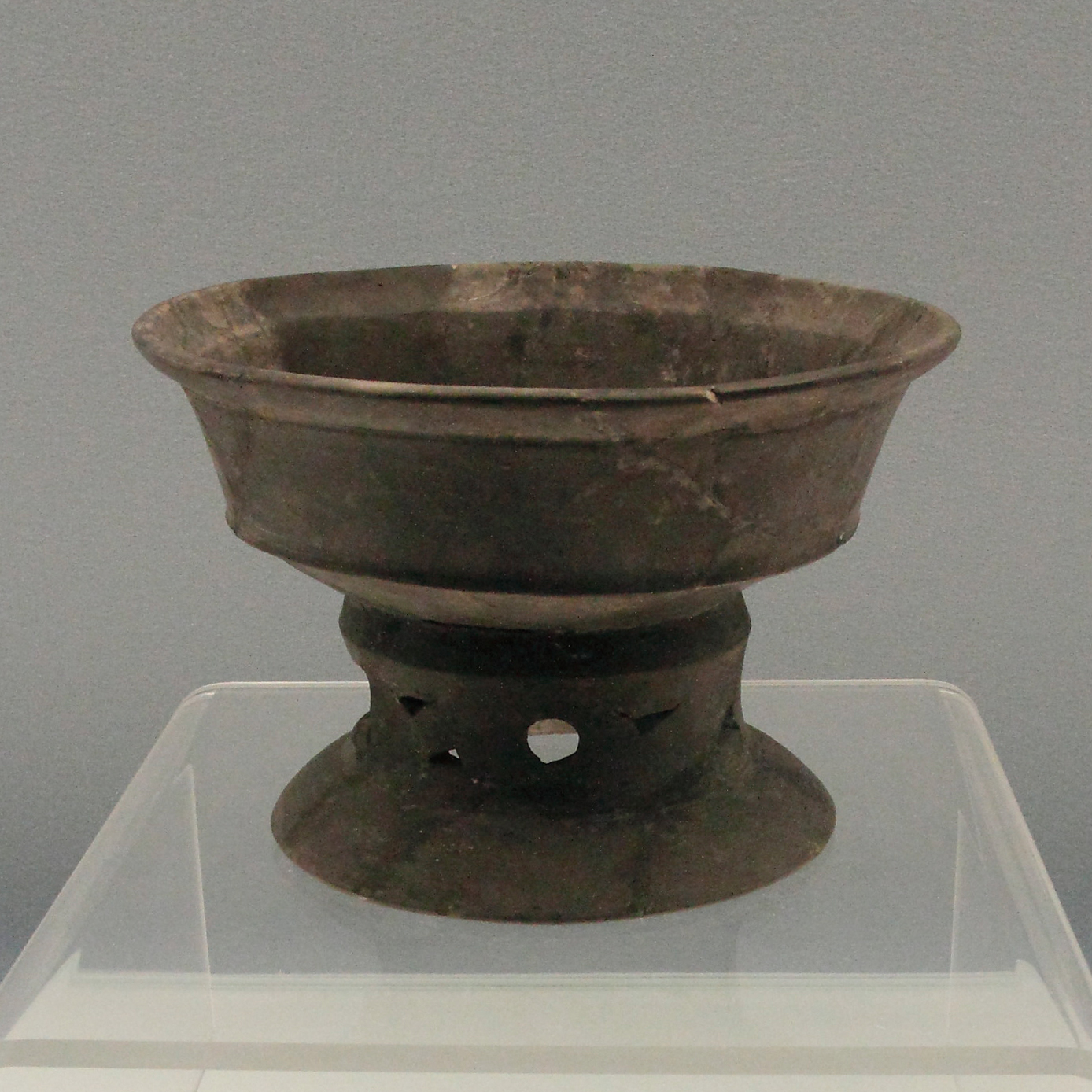
Coupe de type dou à pied ajouré. Terre cuite noire lustrée et lissée, entièrement ou partiellement tournée. Songze semblable à Qujialing final, v. 2700[N 8]. Musée de Shanghai